# Камбрийски планини
Камбрийските планини Уелски масив (на английски: Cambrian Mountains) са нископланинска система от отделни масиви, разположени в Уелс и частично в Англия, като заемат голяма част от полуостров Уелс. Дължина от север на юг около 190 km, ширина до 100 km. Максимална височина връх Сноудън (1085 m). Състоят се от обособени, предимно платовидни масиви, като от север на юг се редуват: Сноудън (връх Сноудън 1085 m), Беруин (връх Аран Маутуи 905 m), Плинлимън (връх Плинлимън Ваур 753 m), Грейт Рос (връх Грейт Рос 660 m), Форест Ваур (връх Брекон Биконс 902 m) и др. Изградени са предимно от шисти, варовици и пясъчници. От широки и дълбоки долини Камбрейските планини са разчленени на редица плоски масиви, над които се издигат отделни ридове с планински ледникови форми на релефа. От тях водят началото си множество къси, но пълноводни реки: Северн, Уай, Аск, Таф, Тауи, Тайви, Дови, Конуей, Дий и др. Има и многочислени малки езера. До височина 400 – 600 m склоновете им са заети от широколистни гори съставени предимно от дъб, бук и ясен, а нагоре следват мочурища, торфища и пущинаци. В Камбрийските планини в края на 18-и век за първи път са били описани скалните наслаги от Камбрийския период на Палеозойската ера и този период е бил наименуван на тях.